# Calozenillia olmus
Calozenillia olmus är en tvåvingeart som först beskrevs av Walker 1849.  Calozenillia olmus ingår i släktet Calozenillia och familjen parasitflugor. Inga underarter finns listade i Catalogue of Life.